# Leticia Brambila
Gloria Leticia Brambila Paz (México, 26 de enero de 1953) es una matemática mexicana especializada en geometría algebraica y los módulos de curvas algebraicas. Es profesora en el Centro de Investigación en Matemáticas (CIMAT) en Guanajuato.

## Biografía
Brambila nació el 26 de enero de 1953. Acudió a la Universidad de Swansea en Reino Unido para realizar estudios de doctorado en matemáticas, completando su doctorado en 1986 con la disertación Homomorphisms of Vector Bundles over Compact Riemann Surface supervisada por Alan Thomas.
Trabajó como profesora asistente en la Universidad Nacional Autónoma de México de 1973 a 1976, y como profesora de matemáticas en la UAM Iztapalapa en la Ciudad de México de 1983 a 1998, cuando pasó a ocupar su puesto actual en el CIMAT. También se convirtió en becaria vitalicia del Clare Hall de la Universidad de Cambridge en 2011.

## Reconocimiento
Brambila fue elegida miembro de la Academia Mexicana de Ciencias en 2001.